# Bundesstraße 187a
Pour les articles homonymes, voir Route 187.
La Bundesstraße 187a est une Bundesstraße du Land de Saxe-Anhalt.

## Géographie
Au nord d'Aken, la route franchit l'Elbe avec un bac à traille.
La partie de la B 187a entre Zerbst et Coswig (Anhalt) fut nivelée. Depuis la réforme des arrondissements de Saxe-Anhalt en 2007, c'est-à-dire depuis le 1er juillet 2007, la B 187a traverse exclusivement l'arrondissement d'Anhalt-Bitterfeld.

## Histoire
Le numéro 187a est attribué à l'époque de la RDA pour le réseau des routes longue distance. Contrairement à la République fédérale d'Allemagne, où de nouveaux numéros à partir de 399 sont apparus, les numéros avec une extension a sont utilisés en RDA.

## Source
- (de) Cet article est partiellement ou en totalité issu de l’article de Wikipédia en allemand intitulé « Bundesstraße 187a » (voir la liste des auteurs).

1. ↑  (de) « Gierseilfähre Aken (Elbe) » (consulté le 18 janvier 2023)